# Звягель-750
«Звягель-750»  — аматорський футбольний клуб з міста Новоград-Волинський Житомирської області. Команда брала участь у змаганнях ААФУ 2009–2010 року.

## Історія
Розквіт футболу у Новограді-Волинському припав на 70-ті роки минулого століття. В цей час команда «Авангард» була одним із лідерів області. В різні часи у Новограді-Волинському виховувались футбольні таланти. Серед них - Сергій Круліковский, центральний захисник київського «Динамо», гравець збірної Радянського Союзу. Серед вихованців новоград-волинської школи футболу - суддя всесоюзної категорії Петро Кобічік, футболіст Юрій Романов, захисник Артур Гриценко, який має досвід виступів за ФК «Львів», «Карпати» (Львів), «Спартак» (Суми), Сталь (Дніпродзержинськ), а тепер виступає за «Арсенал» (Біла Церква).
У 2007 році, в честь 750-річного ювілею міста, знайшлися меценати, які допомогли відродити дорослий футбол у Новограді-Волинському. З їх допомогою було створено міськрайонний футбольний клуб «Звягель-750». Майже 100% складу команди – вихованці новоград-волинського дитячо-юнацького клубу фізичної підготовки. Головний тренер команди Андрій Михайлович Лось теж є вихованцем новоград-волинського футболу.

## Досягнення
- Чемпіонат України з футболу серед аматорів:
  - Срібний призер: 2010
- Чемпіонат Житомирської області:
  - Чемпіон: 2010
  - Срібний призер: 2009.